# Naprossene
Il naprossene o naproxene è un farmaco antinfiammatorio non steroideo (FANS) ed è stato inizialmente approvato per l'uso su prescrizione nel 1976 e successivamente per l'uso da banco nel 1994. È in grado di gestire efficacemente il dolore acuto e il dolore correlato alle malattie reumatiche, ed ha un profilo di effetti avversi ben studiato. Data la sua tollerabilità complessiva ed efficacia, il naprossene può essere considerato un trattamento di prima linea per una varietà di situazioni cliniche che richiedono analgesia. Il naprossene è disponibile in formulazioni a rilascio immediato e ritardato, in combinazione con sumatriptan per il trattamento delle emicranie, e in combinazione con esomeprazolo per ridurre il rischio di sviluppare ulcere gastriche.

## Farmacologia

### Indicazioni d'uso
È indicato per il trattamento dell'artrite reumatoide, dell'osteoartrite, della spondilite anchilosante, dell'artrite idiopatica giovanile poliarticolare, della tendinite, della borsite, della gotta acuta, della dismenorrea primaria e per il sollievo dal dolore lieve-moderato. Inoltre, è una terapia di prima linea per l'osteoartrite, l'artrite gottosa acuta, la dismenorrea e l'infiammazione muscolo-scheletrica e il dolore.

### Farmacodinamica
Il naprossene è un FANS non selettivo consolidato impiegato come analgesico, antinfiammatorio e antipiretico. Come altri FANS, l'attività farmacologica del naprossene può essere attribuita all'inibizione della cicloossigenasi, che a sua volta riduce la sintesi delle prostaglandine in vari tessuti e fluidi, tra cui il liquido sinoviale, la mucosa gastrica e il sangue.
Sebbene il naprossene sia un analgesico efficace, può avere effetti indesiderati nel paziente come ad esempio influenzare negativamente il controllo della pressione sanguigna. Uno studio ha riscontrato che l'uso del naprossene induce un aumento della pressione sanguigna, sebbene l'aumento non sia significativo come quello riscontrato con l'uso di ibuprofene.
Inoltre, studi hanno evidenziato che il rischio di sanguinamento gastrointestinale superiore è in media quattro volte più elevato per le persone che assumono FANS. Altri fattori che aumentano il rischio di sanguinamento gastrointestinale superiore includono l'uso contemporaneo di corticosteroidi o anticoagulanti e una storia di ulcere gastrointestinali.

### Meccanismo d'azione
Come altri FANS non selettivi, il naprossene esplica i suoi effetti clinici bloccando gli enzimi COX-1 e COX-2, riducendo la sintesi delle prostaglandine. Sebbene entrambi gli enzimi contribuiscano alla produzione di prostaglandine, hanno differenze funzionali uniche. L'enzima COX-1 è attivo costitutivamente e si trova in tessuti normali come la mucosa dello stomaco, mentre l'enzima COX-2 è induttibile e produce prostaglandine che mediano il dolore, la febbre e l'infiammazione. L'enzima COX-2 media le proprietà desiderate antipiretiche, analgesiche e antinfiammatorie offerte dal Naproxen, mentre gli effetti avversi indesiderati come disturbi gastrointestinali e tossicità renale sono legati all'enzima COX-1.

### Assorbimento
Il naprossene è disponibile come acido libero e sale di sodio. A dosi comparabili, (naprossene 500 mg = naprossene sodico 550 mg) differiscono leggermente nei tassi di assorbimento, ma per il resto sono terapeuticamente e farmacologicamente equivalenti. Il naprossene sodico raggiunge una concentrazione plasmatica massima dopo 1 ora, mentre la concentrazione plasmatica massima viene osservata dopo 2 ore con il naprossene (acido libero). Non ci sono differenze tra le due forme nella farmacocinetica nella fase post-assorbimento. La differenza nell'assorbimento iniziale dovrebbe essere considerata nel trattamento del dolore acuto, poiché il naprossene sodico può offrire un'azione più rapida.
Il Cmax medio per le varie formulazioni (a rilascio immediato, rivestite entericamente, a rilascio controllato, ecc.) di naprossene è comparabile e varia da 94 mcg/mL a 97,4 mcg/mL. In uno studio farmacocinetico, il Tmax medio di naprossene 500 mg (a rilascio immediato) somministrato ogni 12 ore per 5 giorni è stato di 3 ore, rispetto a un Tmax medio di 5 ore per Naprelan 1000 mg (a rilascio controllato) somministrato ogni 24 ore per 5 giorni. In questo stesso studio, l'AUC0-24hr è stato di 1446 mcg·hr/mL per il naprossene a rilascio immediato e di 1448 mcg·hr/mL per la formulazione a rilascio controllato. Uno studio separato che confrontava la farmacocinetica delle compresse di Naprosyn ed EC-Naprosyn ha osservato i seguenti valori: il Tmax e l'AUC0-12hr di EC-Naprosyn sono stati rispettivamente di 4 ore e 845 mcg·hr/mL, mentre i valori di Tmax e AUC0-12hr di Naprosyn sono stati rispettivamente di 1,9 ore e 767 mcg·hr/mL.
Quando somministrato in combinazione con sumatriptan, il Cmax del naprossene è approssimativamente inferiore del 36% rispetto alle compresse di naprossene sodico 550 mg, e il mediano Tmax è di 5 ore.
Sulla base dell'AUC e del Cmax del naprossene, Vimovo (combinazione di naprossene/esomeprazolo) e il naprossene enterico possono essere considerati bioequivalenti.
In generale, il naprossene viene rapidamente e completamente assorbito quando somministrato per via orale e rettale. Il cibo può contribuire a un ritardo nell'assorbimento del naprossene somministrato per via orale, ma non influirà sulla quantità di assorbimento.

#### Volume di distribuzione
Il farmaco ha un volume di distribuzione di 0.16 L/kg.

#### Legame con le proteine
Il naprossene ha un alto legame con le proteine, con oltre il 99% del farmaco legato all'albumina quando somministrato secondo livelli terapeutici.

### Metabolismo
Il naprossene viene ampiamente metabolizzato nel fegato e subisce sia il metabolismo di fase I che quello di fase II. Il primo passaggio coinvolge la demetilazione del naprossene tramite CYP 1A2, 2C8 e 2C989. Sia il naprossene che il desmetilnaprossene procedono al metabolismo di fase II; tuttavia, il desmetilnaprossene può formare prodotti di glucuronide acilici e fenolici, mentre il naproxen produce solo il glucuronide acilico. Il processo di glucuronidazione acilica coinvolge UGT 1A1, 1A3, 1A6, 1A7, 1A9, 1A10 e 2B7, mentre la glucuronidazione fenolica è catalizzata da UGT 1A1, 1A7, 1A9 e 1A10. Il desmetilnaprossene subisce anche la sulfatazione, che è mediata da SULT 1A1, 1B1 e 1E1.

#### Vie di eliminazione
Dopo somministrazione orale, circa il 95% del naprossene e dei suoi metaboliti può essere rilevato nelle urine, di cui il 66-92% viene recuperato come metabolita coniugato e meno dell'1% come naprossene o desmetilnaprossene. Meno del 5% del naprossene viene escreto nelle feci.

#### Emivita
L'emivita del farmaco è di circa 12-17 ore.

#### Clearance
Il naprossene dimostra una clearance di 0.13 mL/min/kg.

### Tossicità
Sebbene la disponibilità del naprossene senza prescrizione medica offra comodità ai pazienti, aumenta anche la possibilità di overdose. Fortunatamente, di solito l'entità dell'overdose è lieve e gli effetti avversi si limitano generalmente a sonnolenza, letargia, dolore epigastrico, nausea e vomito. Non esiste un antidoto specifico per l'overdose da naprossene, ma i sintomi di solito diminuiscono con utilizzo di terapia di supporto adeguata.
Il naprossene è classificato come farmaco di categoria B durante i primi due trimestri di gravidanza e come categoria D durante il terzo trimestre. Il naprossene è controindicato nel terzo trimestre poiché aumenta il rischio di chiusura prematura del dotto arterioso fetale e dovrebbe essere evitato nelle donne in gravidanza a partire dalla 30ª settimana di gestazione.